# ルイス・フェリペ・ヴェローゾ・サントス
リッピ・ヴェローゾ（Lipe Veloso）ことルイス・フェリペ・ヴェローゾ・サントス（Luiz Felipe Veloso Santos、1997年4月27日 - ）は、ブラジルサンパウロ州リベイラン・プレト出身のサッカー選手。ヴィルスリーガ・リガFC所属。ポジションはミッドフィールダー（MF）。

## 来歴
コリンチャンスユース時代には背番号10を背負いプレーした。SEパルメイラスユース卒業後に無所属となり、オリンピック・マルセイユの練習に参加するも入団には至らず。2017年6月、同郷のリベイラン・プレト出身であるルーカス・セベリーノの紹介でルーカスの古巣クラブFC東京の練習に参加。翌7月、同クラブに正式加入。登録名はリッピ・ヴェローゾ。7月15日、J3第17節のガイナーレ鳥取戦で途中出場からJリーグ初得点を決めた。10月21日、J1第30節の北海道コンサドーレ札幌戦で途中出場からJ1リーグデビューを飾った。

## 人物
SEパルメイラスユースではチームメートにフェリペ・サントスがおり、登録名を「LIPE」とした。

## 所属クラブ
ユース経歴
- 2011年5月 - 同年12月  ボタフォゴFC (サンパウロ州)
- 2012年4月 - 2013年6月  サントスFC
- 2013年7月 - 2015年5月  SCコリンチャンス・パウリスタ
- 2015年5月 - 同年9月  CRフラメンゴ
- 2015年9月 - 2016年1月  SEパルメイラス

プロ経歴
- 2017年7月 - 2018年  FC東京
- 2019年1月 - 2020年  FCリヴィウ

→2020年  FCトルペド＝ベラーズ・ジョジナ（期限付き移籍）
- 2021年 -  リガFC

## 個人成績
| 国内大会個人成績 | 国内大会個人成績 | 国内大会個人成績 | 国内大会個人成績 | 国内大会個人成績 | 国内大会個人成績 | 国内大会個人成績 | 国内大会個人成績 | 国内大会個人成績 | 国内大会個人成績 | 国内大会個人成績 | 国内大会個人成績 |
| 年度             | クラブ           | 背番号           | リーグ           | リーグ戦         | リーグ戦         | リーグ杯         | リーグ杯         | オープン杯       | オープン杯       | 期間通算         | 期間通算         |
| 年度             | クラブ           | 背番号           | リーグ           | 出場             | 得点             | 出場             | 得点             | 出場             | 得点             | 出場             | 得点             |
| 日本             | 日本             | 日本             | 日本             | リーグ戦         | リーグ戦         | リーグ杯         | リーグ杯         | 天皇杯           | 天皇杯           | 期間通算         | 期間通算         |
| ---------------- | ---------------- | ---------------- | ---------------- | ---------------- | ---------------- | ---------------- | ---------------- | ---------------- | ---------------- | ---------------- | ---------------- |
| 2017             | FC東京           | 51               | J1               | 1                | 0                | 0                | 0                | 0                | 0                | 1                | 0                |
| 2018             | FC東京           | 51               | J1               | 0                | 0                | 4                | 0                | 0                | 0                | 4                | 0                |
| 通算             | 日本             | 日本             | J1               | 1                | 0                | 4                | 0                | 0                | 0                | 5                | 0                |
| 総通算           | 総通算           | 総通算           | 総通算           | 1                | 0                | 4                | 0                | 0                | 0                | 5                | 0                |

| 2017   | F東23  | 51     | J3     | 16 | 4 | 16 | 4 |
| 2018   | F東23  | 51     | J3     | 25 | 4 | 25 | 4 |
| 通算   | 日本   | 日本   | J3     | 41 | 8 | 41 | 8 |
| 総通算 | 総通算 | 総通算 | 総通算 | 41 | 8 | 41 | 8 |

- 2017年7月15日：Jリーグ初出場 - J3第17節 vsガイナーレ鳥取 (とりぎんバードスタジアム)